# Mittenothamnium robustiusculum
Mittenothamnium robustiusculum là một loài Rêu trong họ Hypnaceae. Loài này được (Broth.) Wijk & Margad. mô tả khoa học đầu tiên năm 1962.